# 薩穆加里區
12°46′00″S 73°39′53″W / 12.7668°S 73.6647°W
薩穆加里區（西班牙語：Distrito de Samugari），是秘魯的一個區，位於該國中南部阿亞庫喬大區，由拉馬爾省負責管轄，始建於2010年7月16日，海拔高度810米，2007年該區人口665。